# Hoschea

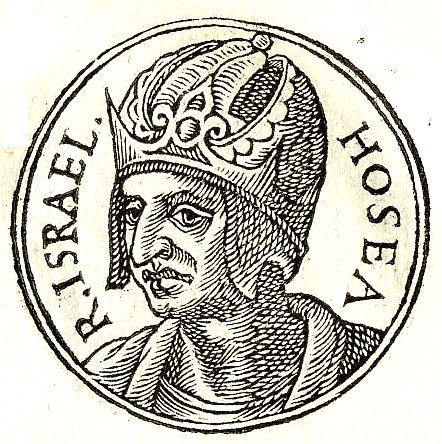
Hoschea aus „Promptuarii Iconum Insigniorum“

Hoschea war von 731–722 v. Chr. König von Israel. Wichtigste Quelle für seine Regierungszeit ist 2 Kön 17 .

## Etymologie
Der hebräische Personenname הוֹשֵׁעַ hôšea‘ „Hoschea“ ist die Kurzform eines Verbalsatznamens, dessen Subjekt (und theophores Element) entfallen ist. Sein Prädikat leitet sich von der Verbwurzel ישע jš‘, deutsch ‚retten‘ im Hif‘il ab. Der Name lässt sich demnach als „(Gott) hat gerettet“ übersetzen. Die Septuaginta gibt den Namen als Ωσηε Ōsēe wieder, die Vulgata als Osee.

## Biblische Erzählung
Es ist nicht ganz gesichert, wie Hoschea an die Macht kam. Dem biblischen Bericht zufolge hat er sich gegen seinen Vorgänger Pekach erhoben und ihn gestürzt und getötet. Dagegen rühmt sich der assyrische König Tiglat-Pileser III., Pekach abgesetzt und Hoschea als dessen Nachfolger bestimmt zu haben. Unzweifelhaft ist, dass Hoschea in starker Abhängigkeit von den Assyrern regierte. So hatte er Salmanassar V., dem Nachfolger Tiglat-Pilesers, hohe Tribute zu entrichten. Hoschea suchte sich dieser verzweifelten Lage durch ein Bündnis mit Ägypten zu entziehen. Er verweigerte die Tribute und sandte stattdessen Boten zu „So, dem König von Ägypten“ um Hilfe. Die Identifizierung von „So“ ist problematisch; einige Historiker sehen darin eine Bezeichnung für die ägyptische Metropole Sais, andere vermuten, damit sei König Osorkon IV. gemeint. Jedenfalls brachte dieser Hilferuf keine Ergebnisse. Stattdessen ließ Salmanassar Hoschea inhaftieren und seine Hauptstadt Samaria belagern und nach drei Jahren erobern. Danach erhob sich das nun königslose Land erneut, so dass Sargon II., der mittlerweile assyrischer König geworden war, Truppen nach Israel schickte und das Land endgültig unterwarf. Zahlreiche Einwohner (assyrischen Quellen zufolge 27.290) wurden verschleppt und am Euphrat angesiedelt, während im Gegenzug Bewohner aus Babylon, Kutha, Awwa, Hamath und Sepharwajim angesiedelt wurden. Aus der Vermischung mit den verbliebenen Israeliten sollen die Samaritaner entstanden sein.
Über das weitere Leben des gefangen genommenen Hoschea herrscht Unklarheit. Er dürfte bald darauf in assyrischer Gefangenschaft umgekommen sein.